# L'Hospitalet-près-l'Andorre
L'Hospitalet-près-l'Andorre é uma comuna francesa na região administrativa de Occitânia, no departamento de Ariège.